# Восточнотиморско-мозамбикские отношения
Государства Восточный Тимор и Мозамбик поддерживают дружеские отношения.

## История
Мозамбик и Восточный Тимор являются бывшими колониями Португалии и членами Содружества португалоязычных стран (CPLP). Во время португальской колониальной эры в португальском Тиморе проживало небольшое мозамбикское меньшинство. Большинство из них служили колониальными солдатами, некоторые из мозамбикцев были сосланы в Тимор во время войны за независимость Мозамбика. В некоторых случаях это движение также служило моделью для восточнотиморского национального движения. Восточнотиморец Жозе Рамуш-Орта проводил своё изгнание в Мозамбике с 1970 по 1971 год.
В то время как Мозамбик получил независимость 25 июня 1975 г., ФРЕТИЛИН в Восточном Тиморе первоначально в одностороннем порядке провозгласили независимость 28 ноября 1975 г. Мозамбик был одним из двенадцати государств, признавших Восточный Тимор государством. Через несколько дней Индонезия начала открытое вторжение в Восточный Тимор и удерживала страну 24 года. В Мозамбике многочисленные активисты ФРЕТИЛИН нашли политическое убежище, такие как Ана Песоа Пинту, Грегориу де Соуза и Мадалена Боавида. Роке Родригеш имел статус посла Восточного Тимора. Мари Алькатири, министр иностранных дел правительства в изгнании ФРЕТИЛИН, также жил в Мапуту. Эта группа изгнанников по-прежнему очень влиятельна в политике Восточного Тимора и обычно именуется «группой Мапуту». Для поддержки Восточного Тимора в Мозамбике была создана «Associacao Mocambicana por Timor (AMOTIL)». Независимость Восточного Тимора была восстановлена 20 мая 2002 года. Сотрудники полиции из Мозамбика участвовали во Временной администрации Организации Объединенных Наций в Восточном Тиморе (ВАООНВТ).
После разрушений, вызванных циклоном Идай в 2019 году, Восточный Тимор пожертвовал пострадавшему Мозамбику один миллион долларов США.